# Bolsominion
Bolsominion é um termo pejorativo usado por opositores do ex-presidente do Brasil Jair Bolsonaro para se referir a um segmento de seus apoiadores. Considerado pejorativo principalmente por pessoas com posicionamentos políticos contrários aos de Bolsonaro, o termo foi também reapropriado com o passar do tempo por alguns bolsonaristas, que abraçaram a ideia de ter uma alcunha para aqueles que se identificam com ideias semelhantes.

## Origem
A palavra é uma amálgama construída pela truncação "Bolso", do nome próprio Bolsonaro (sobrenome do ex-presidente do Brasil), e do termo inglês minion, definido como "servo, lacaio". A origem do termo é controversa, mas a hipótese mais aceita é a de uma analogia entre Jair Bolsonaro e Gru, do filme Despicable Me (2010). Este é um vilão reverenciado e obedecido de maneira não reflexiva por seus discípulos, os minions. Outra ligação entre esses eleitores brasileiros e os personagens do filme de animação é a cor, pois os minions são amarelos, assim como a camiseta da seleção brasileira de futebol, usada por "bolsominions" em protestos.

## Características gerais
Em geral, os "bolsominions" são descritos como pessoas de extrema-direita intransigentes, reacionárias e favoráveis a uma intervenção militar, isto é, um golpe de Estado, para solucionar os problemas relacionados a saúde pública, educação e segurança.  São pessoas com medo e que se sentem impotentes diante do jogo socioeconômico. Adeptas do anti-intelectualismo, são favoráveis ao porte irrestrito de armas de fogo. Costumam trajar a camiseta amarela da Seleção Brasileira de Futebol politicamente, apesar de serem avessos ao nacionalismo e ao desenvolvimentismo, correntes políticas que classificam erroneamente como "comunismo", defendendo, em vez disso, o neoliberalismo.
Eles defendem que os fins justificam os meios e que a mudança na estrutura da sociedade brasileira é mais importante que a corrupção do patriarca ou a saúde da população, desde que o as classes altas sejam beneficiadas prioritariamente. Veem a relação entre intervenção militar e moralidade como fatores intimamente ligados e são, em geral, antagônicos a pautas consideradas progressistas ou identitárias de origem estadunidense, embora se posicionem a favor do entreguismo e da submissão política, econômica e cultural do Brasil aos Estados Unidos. Alguns também defendem a teoria refutada há séculos de que a Terra seja plana.
Para os integrantes do grupo, a mídia em geral, incluindo a TV Globo, tem um viés esquerdista e organiza um complô para enfraquecer Bolsonaro. Em geral, apesar de saberem menos sobre política e ciência, acham que sabem mais.

## Popularidade

### Campanha eleitoral brasileira de 2018
O termo "bolsominion" foi ganhando destaque na mídia concomitantemente à ascensão de Jair Bolsonaro ao longo da campanha presidencial de 2018. O vocábulo inspirou músicas e goza de ampla utilização no cenário político-social brasileiro, sendo frequentemente mencionado por representantes políticos de diferentes espectros ideológicos. Em 2019, o deputado federal Eduardo Bolsonaro ganhou festa com temática que referenciava o termo. O surfista Gabriel Medina foi chamado de bolsominion na internet, e a vice-campeã do Miss Bumbum, Andressa Urach, autodeclarou-se bolsominion.

### Campanha eleitoral brasileira de 2022

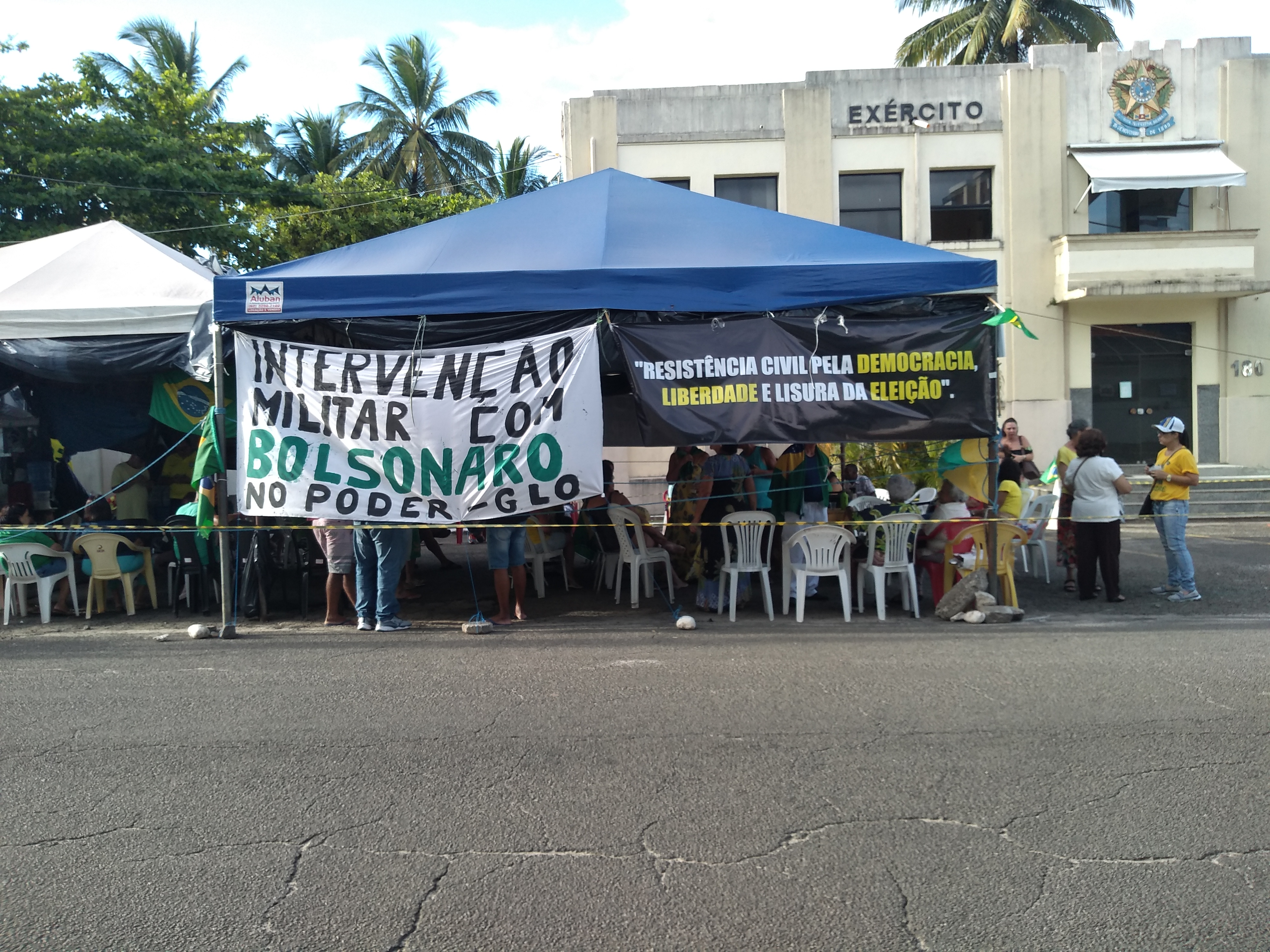
Acampamento bolsonarista em frente a um quartel do Exército Brasileiro em Ilhéus, Bahia, mostrando uma faixa pedindo "intervenção militar com Bolsonaro no poder" em 30 de dezembro de 2022.

Durante o período de campanha eleitoral de 2022 no Brasil, o uso do termo "bolsominion arrependido" aumentou significativamente nas redes sociais e grandes mídias brasileiras. Alguns "bolsominions" declararam ou veicularam através de redes sociais os seus lamentos pelo apoio às visões e políticas de governo de Bolsonaro. Eles foram ferozmente acusados de traidores pelos apoiadores de Bolsonaro, mas uma parte desse grupo nega ter sido "bolsominion". Existem inúmeras razões pelas quais eles se arrependem de sua posição anterior e o que os fez não se considerarem mais "bolsominions".
Após a vitória de Luiz Inácio Lula da Silva nas eleições presidenciais no segundo turno desse mesmo ano, diversos protestos antidemocráticos foram organizados pelo Brasil por apoiadores de Jair Bolsonaro. Esses manifestantes, com as características que definiram o termo "bolsominion", se apresentavam com suas pautas e simbolismos considerados por muitos "irracionais" e "sem sentido", gerando uma grande produção de memes na internet. O caso mais notório ficou conhecido como o  "Patriota do Caminhão", um manifestante que se pendurou em um caminhão em alta velocidade e foi filmado por diversos ângulos e diferentes celulares, gerando vasto conteúdo de humor. Outro vídeo que repercutiu nas semanas seguintes à eleição foi o de ativistas de extrema-direita pedindo ajuda a extraterrestres com celulares na cabeça.
Depois de perder as eleições para Lula, Bolsonaro permaneceu dois meses em quase total reclusão, aparecendo muito raramente em público. Antes mesmo do término de seu mandato, viajou para Orlando, na Flórida, deixando o cargo para o vice, Hamilton Mourão. Lá, ficou hospedado na casa do lutador de MMA José Aldo durante todo o início de ano, inclusive durante a tentativa de golpe promovida por seus apoiadores terroristas em Brasília em 8 de janeiro de 2023. Na casa, há um quarto temático dos minions. A situação gerou repercussão no Brasil, com o termo "bolsominion" voltando à evidência.